# قطعنامه ۱۶۲ شورای امنیت
قطعنامه ۱۶۲ شورای امنیت سازمان ملل متحد که در تاریخ ۱۱ آوریل ۱۹۶۱ تصویب شد، سندی بین‌المللی دربارهٔ مسئلهٔ فلسطین است. این قطعنامه طی نشست ۹۴۹ام با ۸ موافق، ۰ مخالف و ۳ ممتنع تصویب شد.